# Tempestad
Tempestad è un documentario del 2016 diretto da Tatiana Huezo.